# پت مک‌کورمیک (بوکسور)
پت مک‌کورمیک (انگلیسی: Pat McCormack؛ زادهٔ ۸ ژوئن ۱۹۹۵) بوکسور اهل بریتانیا است.